# Krokvattnet (Burträsks socken, Västerbotten)
Krokvattnet är en sjö i Skellefteå kommun i Västerbotten och ingår i Rickleåns huvudavrinningsområde.